# Mini J01
Der Mini J01 (Verkaufsbezeichnung Mini Cooper Electric) ist ein Elektroauto der Marke Mini. Hergestellt wird er in einem Joint Venture mit Great Wall Motor in China (Spotlight Automotive Limited). Der Mini J01 mit den Modellen Cooper E und Cooper SE ist das Nachfolgermodell des Mini Cooper SE.

## Modellgeschichte
Mini und Great Wall entwickelten die E-Plattform des J01. Sie wird auch von Great Walls Ora 03 genutzt, der seit Ende 2020 verkauft wird. Das J01-Gesamtfahrzeug wurde nach Aussage des Fahrwerkentwicklers bei Mini in München entwickelt. Schon im März 2022 ließ der Hersteller Motorredakteure in diesem Modell mitfahren. Fast zur gleichen Zeit erschienen Bilder von der teilweise getarnten Armaturentafel mit einem runden Zentraldisplay. Im Mai 2023 waren Tests des Prototyps möglich. Der Öffentlichkeit wurde der Mini J01 auf der IAA im September 2023 vorgestellt. Die Serienproduktion startete im darauffolgenden Monat. Eine auffälliger gestaltete JCW-Variante wurde im November 2023 präsentiert; ihre Leistung ist gleich der des SE-Modells. Der Marktstart der Baureihe war im Mai 2024. Im Februar 2024 war das äußerlich ähnliche Pendant mit Verbrennungsmotor (F66) vorgestellt worden. Für Kunden, die mehr Platz benötigen, soll 2024 auch eine fünftürige Version folgen. Weiter wurde im April 2024 das fünftürige Elektro-SUV Aceman auf der gleichen Plattform vorgestellt. Die Markteinführung dieses 4,07 Meter langen Fahrzeugs war im Herbst 2024. Eine leistungsstärkere JCW-Version wurde im Oktober 2024 auf dem Pariser Autosalon vorgestellt. Sie kam im Januar 2025 in den Handel.

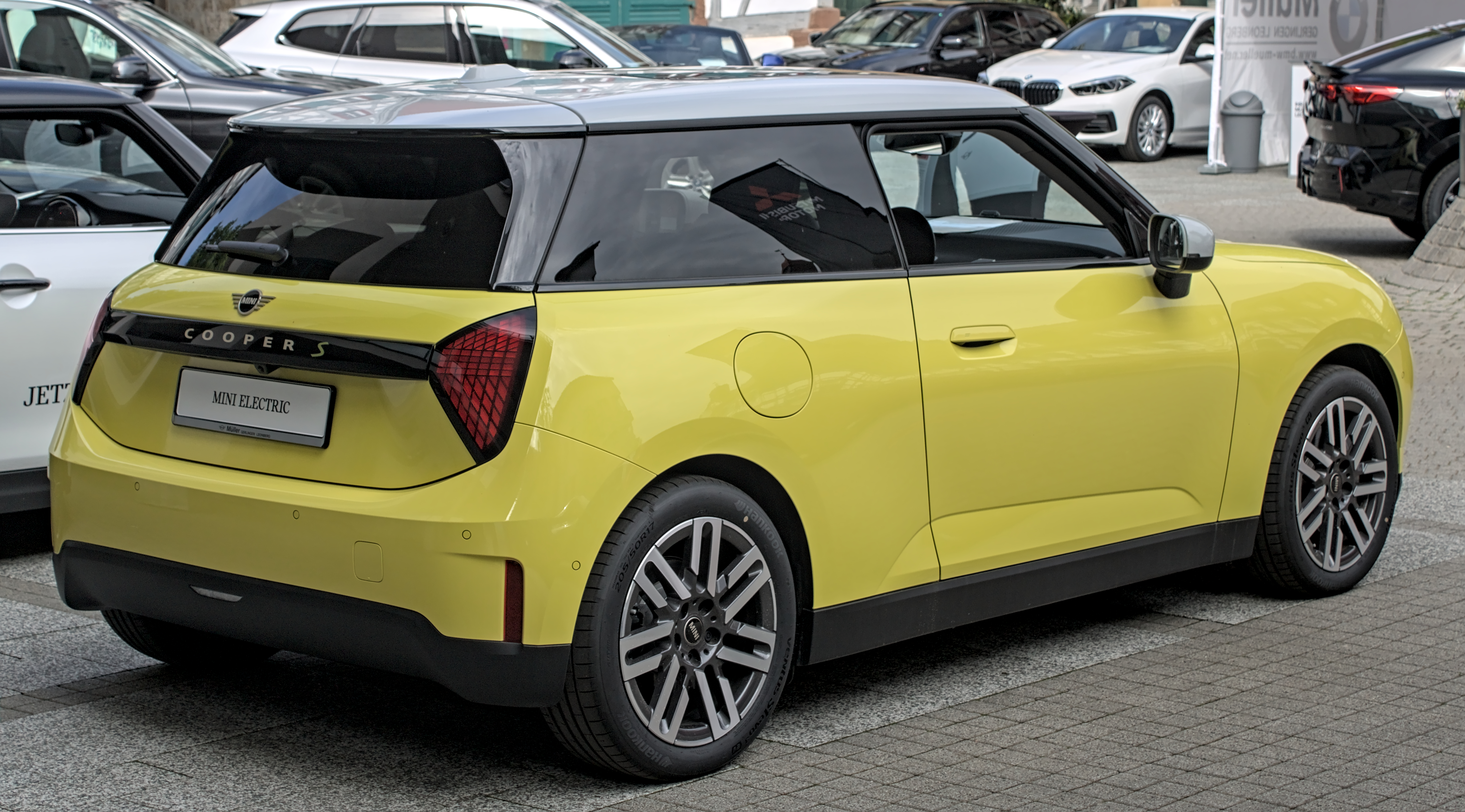
Heckansicht
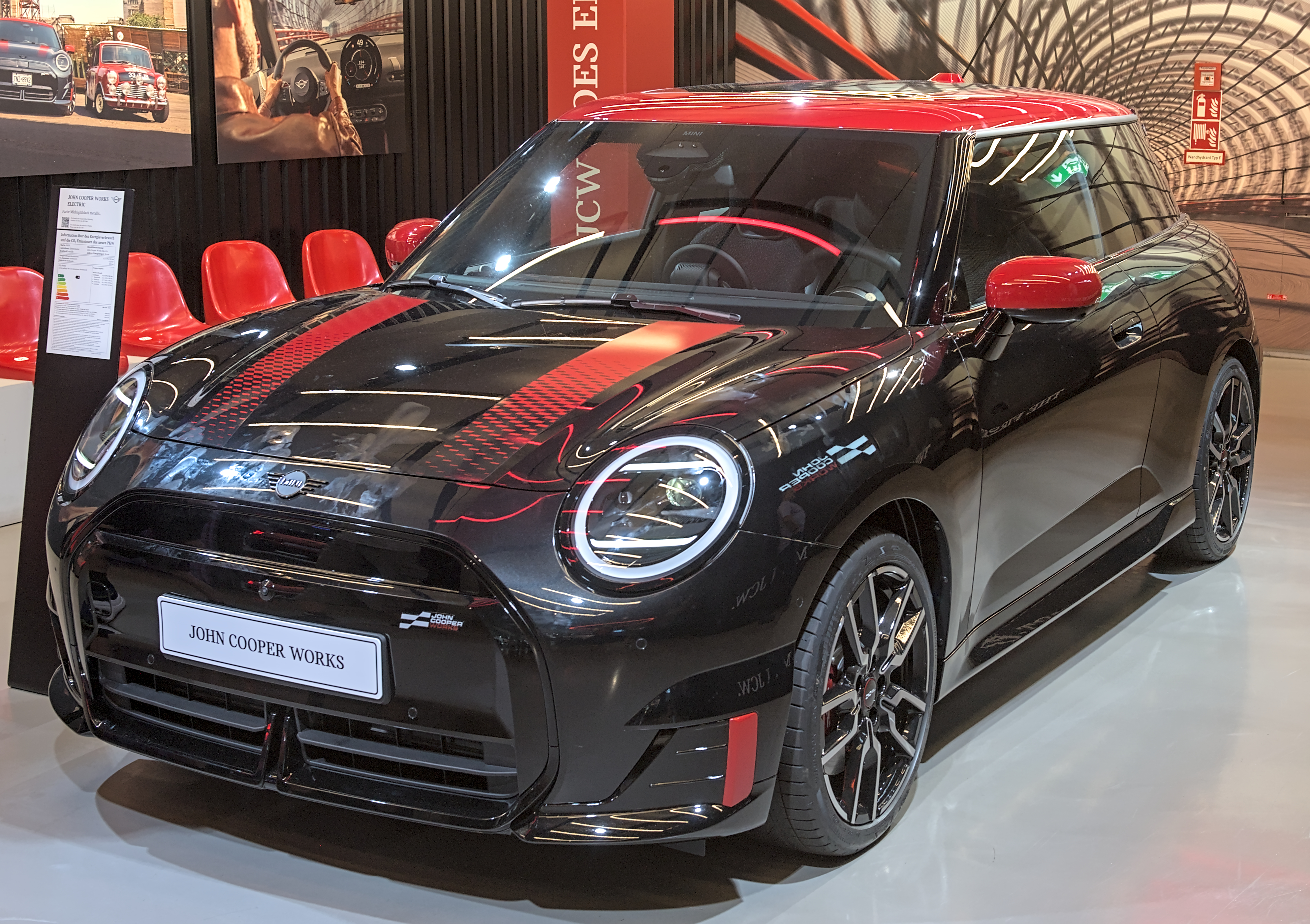
Mini Cooper Electric JCW (seit 2025)
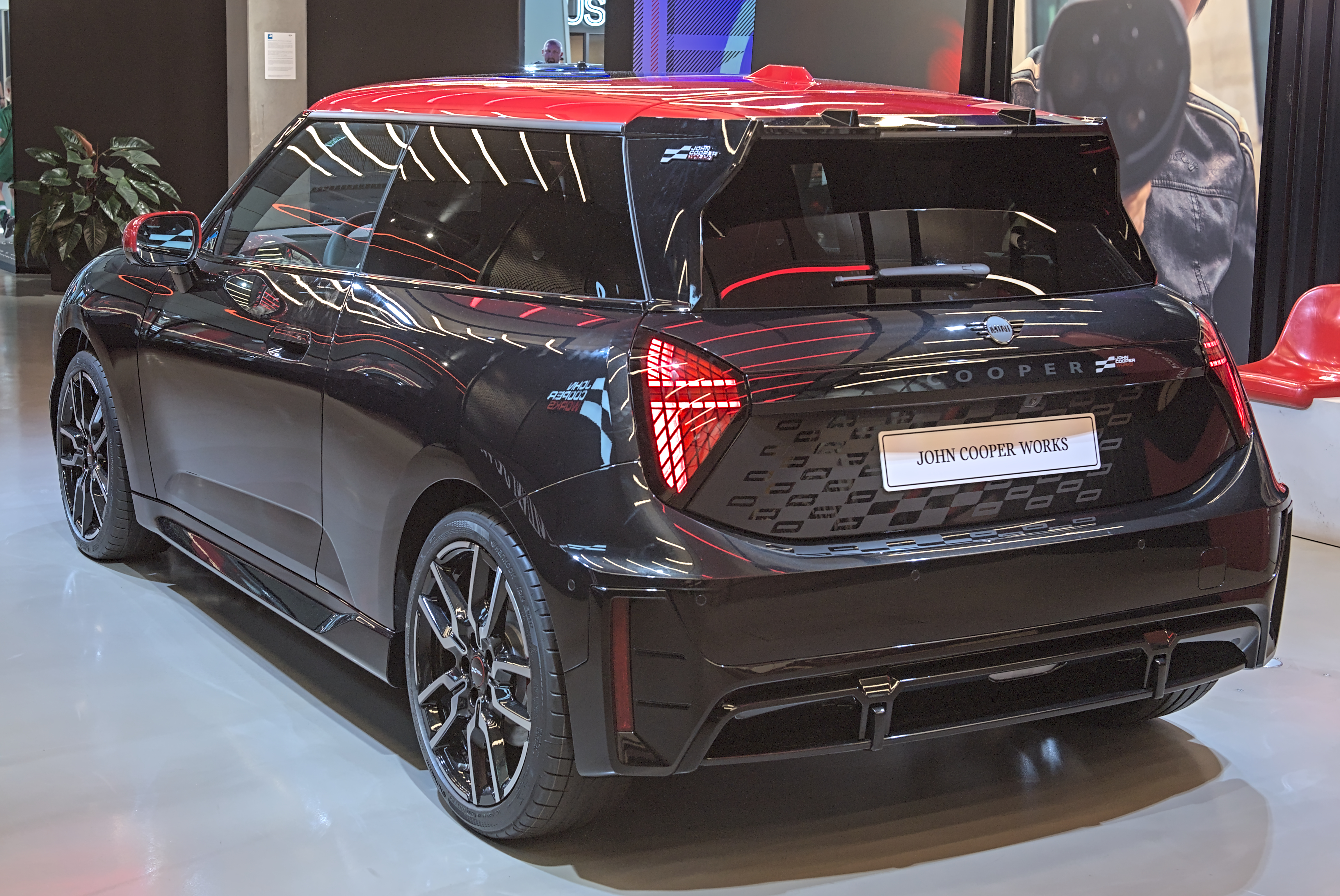
Heckansicht

## Sicherheit
Anfang 2025 wurde der Mini J01 vom Euro NCAP auf die Fahrzeugsicherheit getestet. Er erhielt fünf von fünf möglichen Sternen.

## Technik

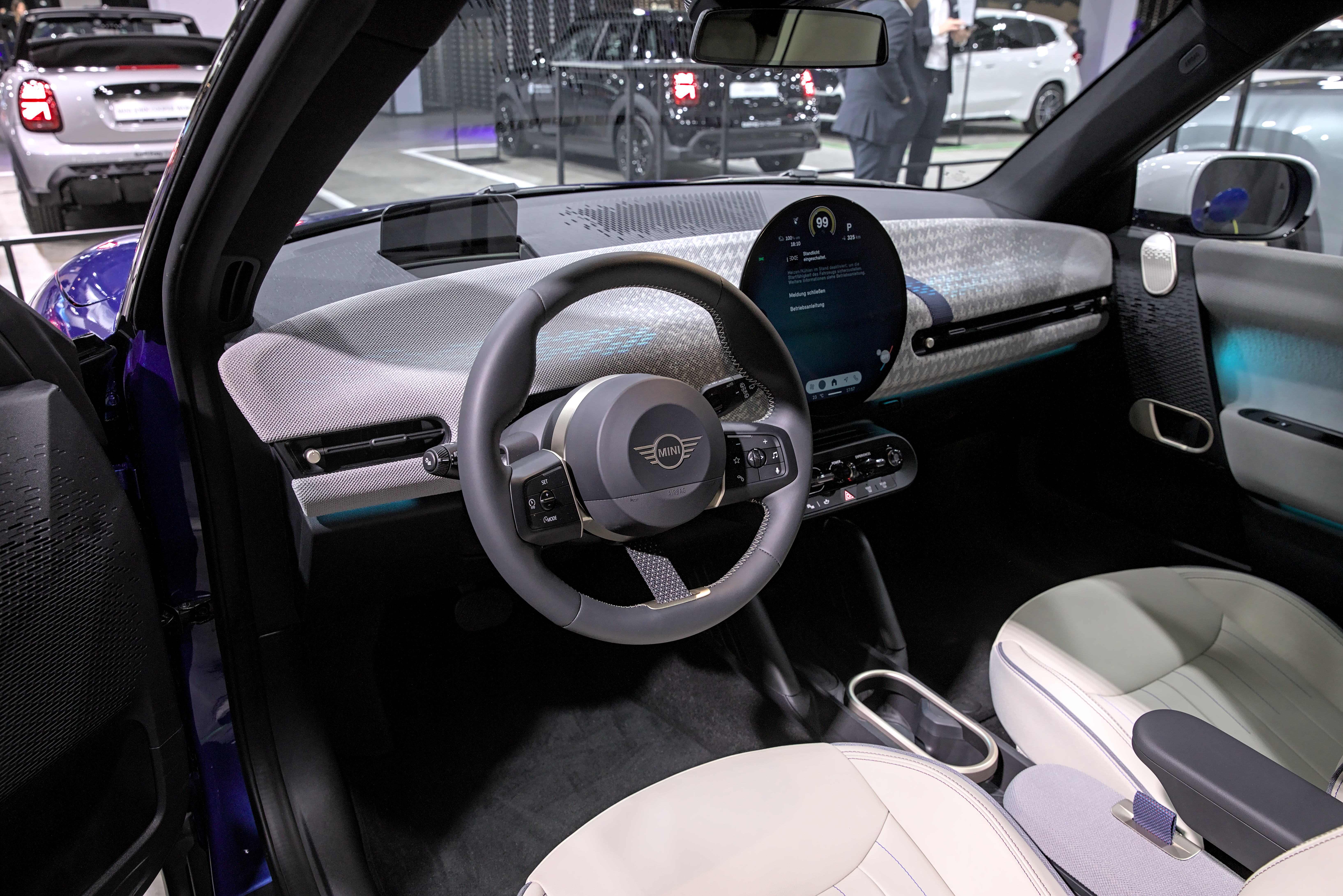
Innenraum

Der Wagen ist 3858 mm lang und hat 2526 mm Radstand. Der Strömungswiderstandskoeffizient (cw) beträgt 0,28. Ohne Umklappen der Rückbanklehne fasst der Kofferraum 210 Liter.
Der Mini J01 hat wie sein Vorgänger drei Türen und Frontantrieb. Für ihn wird eine elektrische Plattform eingesetzt. Der J01 wird mit etwa 40 kWh Akkukapazität und 135 kW (184 PS) Leistung als Cooper E sowie mit etwa 54 kWh Akkukapazität und 160 kW (218 PS) Leistung als Cooper SE angeboten. Die Motoren können maximale Drehmomente von 290 bzw. 330 Nm abgeben. Aus dem Stand auf 100 km/h beschleunigt der Cooper E in 7,3 Sekunden, der SE in 6,7 Sekunden. Die maximale Reichweite des J01 nach WLTP ist je nach Größe des Lithium-Ionen-Akkumulators 305 oder 402 km. Er ist zwischen den Achsen am Fahrzeugboden platziert, woraus sich ein tiefer Schwerpunkt des Wagens ergibt.
Der JCW hat den gleichen Akku wie der Cooper SE, die WLTP-Reichweite liegt bei 371 km. Die maximale Leistung liegt bei dieser Version bei 190 kW (258 PS). Auf 100 km/h beschleunigt der JCW in 5,9 Sekunden, die Höchstgeschwindigkeit liegt bei 200 km/h.
Das Armaturenbrett hat eine textile Oberfläche aus recyceltem Polyester. Ein rundes, rahmenloses OLED-Display mit einem Durchmesser von 240 mm ist zentral eingebaut. Ein analoges Kombiinstrument hinter dem Lenkrad gibt es nicht, auf Wunsch fährt ein Head-up-Display aus. Das Betriebssystem Mini OS 9 basiert auf dem Android Open Source Project (AOSP) ohne Google-Dienste, die Android-Apps stammen aus dem 2019 gegründeten Faurecia Aptoide Store. Der Mini Cooper hat ein neues Bedienkonzept mit Sprachsteuerung und einem digitalen Intelligent Personal Assistant (IPA).

## Ausstattung

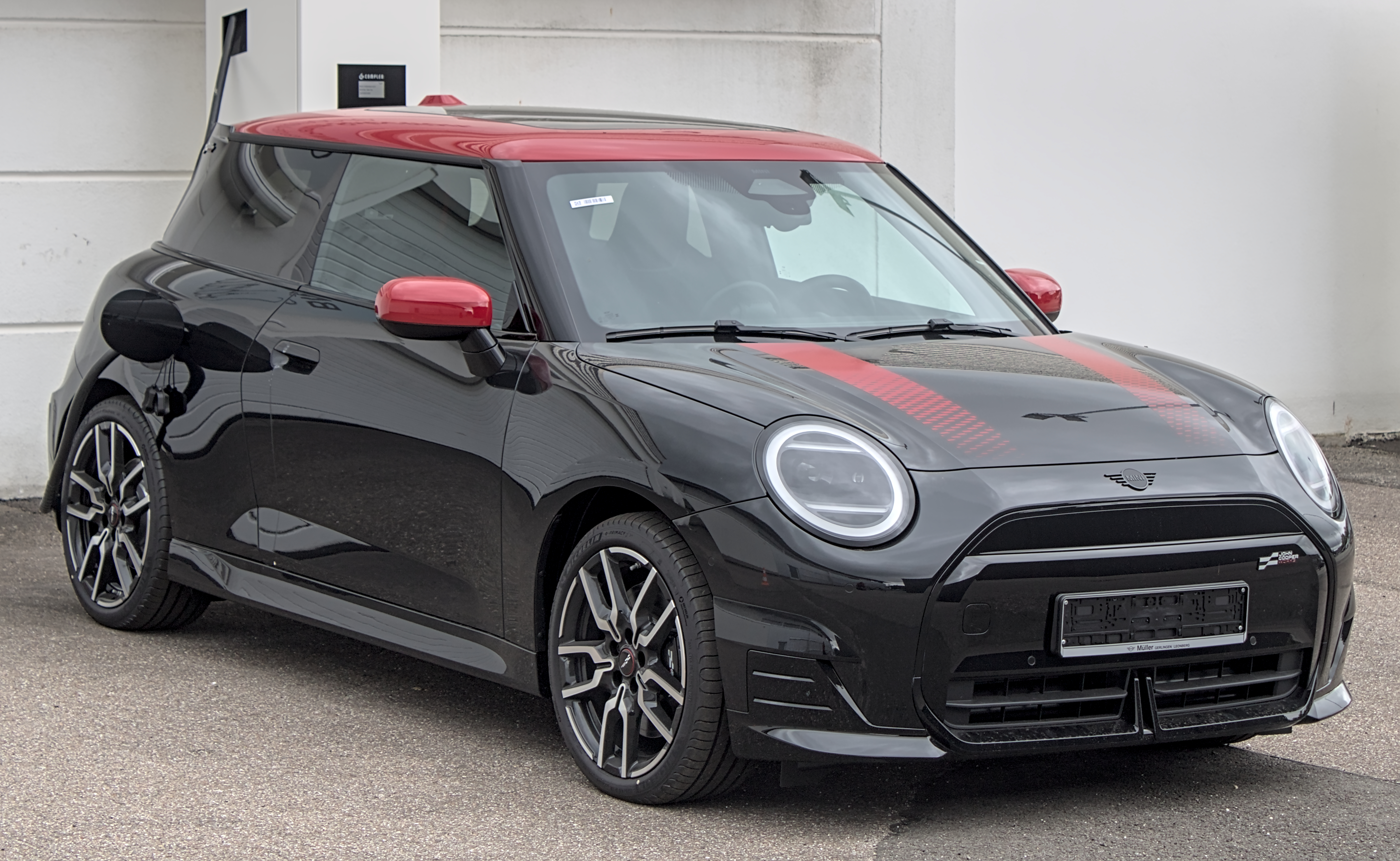
JCW Trim

Die Ausstattungslinien werden wieder als Trimlevel (Essential, Classic, Favoured und John Cooper Works) bezeichnet. Das Erscheinungsbild des Zentraldisplays lässt sich in Farbe, Klängen und mit Fotos gestalten; auch die Fahreigenschaften lassen sich nach persönlichem Geschmack einstellen (Experience Modes); auf Wunsch sind vier weitere Modes erhältlich.

## Technische Daten
|                                          | Cooper E                  | Cooper SE                 | JCW                       |
| Bauzeitraum                              | seit 10/2023              | seit 10/2023              | seit 01/2025              |
| Motorkenndaten                           |                           |                           |                           |
| Motorart                                 | Elektromotor              | Elektromotor              | Elektromotor              |
| Motortyp                                 | Code HC0001N0/HC0002N0    | Code HC0001N0/HC0002N0    | Code HC0001N0/HC0002N0    |
| max. Leistung                            | 135 kW (184 PS)           | 160 kW (218 PS)           | 190 kW (258 PS)           |
| max. Drehmoment                          | 290 Nm                    | 330 Nm                    | 350 Nm                    |
| Kraftübertragung                         |                           |                           |                           |
| Antrieb                                  | Vorderradantrieb          | Vorderradantrieb          | Vorderradantrieb          |
| Getriebe                                 | 1-Gang-Getriebe           | 1-Gang-Getriebe           | 1-Gang-Getriebe           |
| Messwerte                                |                           |                           |                           |
| Höchstgeschwindigkeit                    | 160 km/h                  | 170 km/h                  | 200 km/h                  |
| Beschleunigung, 0–100 km/h               | 7,3 s                     | 6,7 s                     | 5,9 s                     |
| Leergewicht                              | 1615 kg                   | 1680 kg                   | 1730 kg                   |
| Energieverbrauch auf 100 km (kombiniert) | 13,8–14,3 kWh             | 14,1–14,7 kWh             | 15,3–15,6 kWh             |
| Batterie                                 | Lithium-Ionen-Akkumulator | Lithium-Ionen-Akkumulator | Lithium-Ionen-Akkumulator |
| Batteriekapazität, gesamt                | 40,7 kWh                  | 54,2 kWh                  | 54,2 kWh                  |
| Batteriekapazität, nutzbar               | 36,8 kWh                  | 49,8 kWh                  | 49,8 kWh                  |
| Reichweite nach WLTP                     | 293–305 km                | 387–402 km                | 363–371 km                |